# پیشاشمالگون
| ردیف                      | مراحل اقلیمی          | طبقه‌بندی گَرده‌ای   | بازه زمانی              |
| ------------------------- | --------------------- | ----------------- | ----------------------- |
| هولوسن                    | زیراطلسی Subatlantic  | X ده              | ۴۵۰ پیش از میلاد تاکنون |
| هولوسن                    | زیراطلسی Subatlantic  | IX نه             | ۴۵۰ پیش از میلاد تاکنون |
| هولوسن                    | زیرشمالگون Subboreal  | VIII هشت          | ۳٫۷۱۰–۴۵۰ پ.م.          |
| هولوسن                    | اطلسی Atlantic        | VII هفت           | ۷٫۲۷۰–۳٫۷۱۰ پ.م.        |
| هولوسن                    | اطلسی Atlantic        | VI شش             | ۷٫۲۷۰–۳٫۷۱۰ پ.م.        |
| هولوسن                    | شمالگون Boreal        | V پنج             | ۸٫۶۹۰–۷٫۲۷۰ پ.م.        |
| هولوسن                    | پیشاشمالگون Preboreal | IV چهار           | ۹٫۶۱۰–۸٫۶۹۰ پ.م.        |
| پلیستوسن                  |                       |                   |                         |
| داغ‌گلی نورس Younger Dryas | III سه                | ۱۰٫۷۳۰–۹٫۷۰۰ پ.م. |                         |

پیشاشمالگون (به انگلیسی: Preboreal) نام اشکوبی از دور هولوسن است که پس از تارانتین و پیش از شمالگون قرار می‌گیرد. بر پایه سن‌سنجی رادیوکربن این اشکوب از ۱۰۳۰۰ تا ۹۰۰۰ سال پیش را در بر می‌گیرد. پیشاشمالگون نخستین اشکوب هولوسن به شمار می‌رود.